# Tsuruoka
Tsuruoka (鶴岡市; -shi) é uma cidade japonesa localizada na província de Yamagata.
Em 2003, a cidade tinha uma população estimada em 99 309 habitantes e uma densidade populacional de 424,56 h/km². Tem uma área total de 233,91 km².
Recebeu o estatuto de cidade a 1 de Outubro de 1924.